# Pensamiento simbólico
El pensamiento simbólico es la capacidad de representar mentalmente el entorno de acuerdo con la experiencia, las asociaciones mentales de recompensa o castigo del comportamiento.

## Pensamiento simbólico en la prehistoria
Hasta finales del siglo XX se le atribuía esta capacidad en exclusiva al Homo sapiens, aunque hay autores que también lo atribuyen a otras especies del género, tales como neandertales y pre neandertales.

### Homo sapiens
Ejemplos del pensamiento simbólico del sapiens son las pinturas en cavernas de Europa desde hace más de 32 000 años, pero también el uso de ocre desde hace unos 100 000 años encontrado en la cueva Blombos en Cape Coast, 300 km al este de Ciudad del Cabo (Sudáfrica), este hecho muestra un modo sistemático para obtener pigmentos, pues reunir todos los elementos necesarios para una preparación de este tipo, es indicativo de un elevado nivel de pensamiento, que se puede llamar pensamiento simbólico. «La capacidad de tener estos pensamientos es considerado un gran paso en la evolución humana, precisamente lo que nos diferenció del mundo animal».

### Homo neanderthalensis
La mente simbólica de los neandertales parece un hecho claro debido a hechos como los enterramientos, los grabados y a un, muy probable, uso del lenguaje.
En la cueva Antón y en la cueva de los Aviones se han encontrado restos de conchas marinas perforadas y teñidas con ocre, traídas desde kilómetros de distancia. También se ha encontrado industria lítica. Debido a estos descrubrimientos, y similares de otros yacimientos, se ha planteado la existencia de un pensamiento simbólico por parte de la especie Homo neanderthalensis.

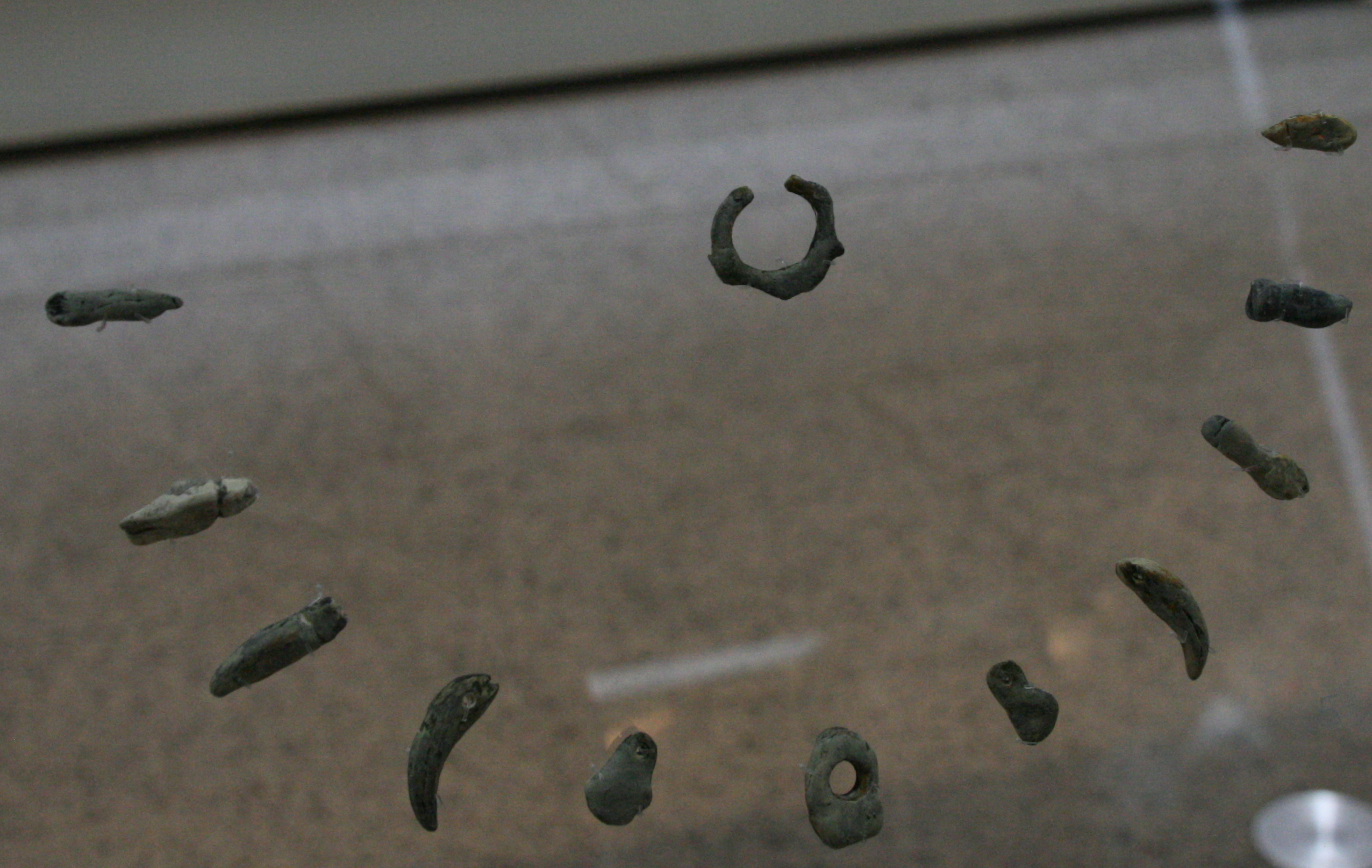
Réplica del collar neandertal de la cueva de Renne.

En la cueva de Renne (Francia) se encontraron restos de neandertales y un collar realizado con dientes y huesos de zorro perforados que, en un principio fueron datados en 34 000 años, esto hizo que las opiniones de existencia de pensamiento simbólico se dividiesen en los que creían que sería un objeto «prestado» de los sapiens coetáneos y los que pensaban que eran plenamente neandertales. Cincuenta años después se pudieron hacer nuevas estimaciones y se ofreció como nueva fecha de los fósiles y los objetos asociados los 42 000 años. Así no cabría duda del origen neandertal del collar.

### Homo heilderbengensis

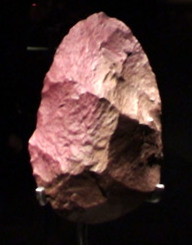
Bifaz encontrado en la Sima de los Huesos de Atapuerca, conocido como Excalibur y atribuido a H. heidelbergensis.

En la Sima de los Huesos de Atapuerca se encontró en 1998 un bifaz de cuarcita roja que según los autores del descubrimiento podría ser un «objeto simbólico», lo que conferiría a Homo heidelbergensis pensamiento simbólico, en este caso relacionado con la muerte.